# Le Port des passions
Pour plus de détails, voir Fiche technique et Distribution.
Le Port des passions (titre original : Thunder Bay) est un film américain réalisé par Anthony Mann et sorti en 1953.

## Synopsis
En 1946, un ingénieur, qui a mis au point un nouveau procédé de forage, arrive dans une petite ville de Louisiane, avec l'intention d'y installer une plate-forme pétrolière. Mais il se heurte à l'hostilité des pêcheurs…

## Fiche technique
- Titre original : Thunder Bay
- Titre français : Le Port des passions
- Réalisation : Anthony Mann
- Assistants : John Sherwood, Marshall Green, James Welch
- Scénario : Gil Doud et John Michael Hayes, d'après une histoire de John Michael Hayes
- Direction artistique : Alexander Golitzen et Richard H. Riedel
- Décors : Oliver Emert et Russell A. Gausman
- Costumes : Rosemary Odell
- Photographie : William H. Daniels
- Son : Leslie I. Carey, Joe Lapis
- Montage : Russell F. Schoengarth
- Musique : Frank Skinner
- Production : Aaron Rosenberg
- Société de production et de distribution : Universal Pictures
- Pays d'origine :  États-Unis
- Langue originale : anglais
- Format : Couleurs (Technicolor) - 35 mm — 1,85:1 - Mono Western Electric Recording (copies optiques) / Stéréo[1] 3 canaux (copies magnétiques)
- Durée : 103 minutes
- Genre : Film d'aventures
- Dates de sortie : 
  - États-Unis : 20 mai 1953 (première à New York)
  - France : 5 mars 1954
- Affiche : René Lefèbvre (France)

## Distribution
- James Stewart (VF : Roger Till) : Steve Martin
- Joanne Dru (VF : Jacqueline Ferrière) : Stella Rigaud
- Gilbert Roland : Teche Bossier
- Dan Duryea (VF : Michel André) : Johnny Gambi
- Jay C. Flippen (VF : Pierre Morin) : Kermit MacDonald
- Marcia Henderson (VF : Arlette Thomas) : Francesca Rigaud
- Robert Monet (VF : Jacques Thébault) : Philippe Bayard
- Antonio Moreno (VF : Camille Guérini) : Dominique Rigaud
- Harry Morgan (VF : Roger Rudel) : Rawlings
- Fortunio Bonanova : shérif Antoine Chighizola
- Mario Siletti : Louis Chighizola
- Antonio Filauri (VF : Fernand Rauzena) : Joe Cephalu
- Frank Chase (VF : Jean Daurand) : le technicien radio

## Chanson du film
- Guégué Solin Gaie, berceuse traditionnelle créole, arrangements par Milton Rosen

## Autour du film
Une grande partie du film fut tournée en partie à Morgan City (Louisiane), certaines scènes l'ont été à La Nouvelle-Orléans. La plate-forme se trouvait, elle, dans le golfe du Mexique.